# Elliot James Reay

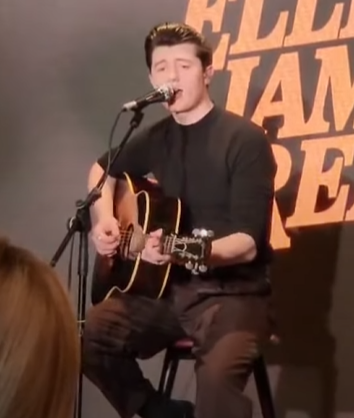
Elliot James Reay in januari 2025

Elliot James Reay (Bury, 31 januari 2002) is een Engelse zanger en songwriter, bekend van zijn nummer 'I Think They Call This Love' en covers van nostalgische liedjes, met name die van Elvis Presley en Roy Orbison. Zijn muziek en stijl zijn geïnspireerd op die van muziek- en filmsterren uit de jaren 1950-60.

## Leven en Loopbaan
Elliot James Reay werd geboren en groeide op in Bury in Greater Manchester. Reay begon als straatmuzikant. Door If I Can Dream te zingen, haalde hij op 15-jarige leeftijd in één dag meer dan £2000 op voor een goed doel dat was opgericht na de bomaanslag in de Manchester Arena.
Zijn debuutsingle, 'I Think They Call This Love', uitgebracht in juli 2024, behaalde meer dan 30 miljoen streams. Het nummer heeft een nostalgische stijl die doet denken aan klassieke malt shop-muziek, en begint met de regels: 'They say you know when you know / So let's face it, you had me at "Hello."' De single 'I Think They Call This Love' kreeg meer dan 10 miljoen weergaven nog vóór de volledige release in juli. In maart 2025 won het nummer de internationale `Road to Memphis' wedstrijd.
Na het succes van zijn debuutsingle tekende Reay een contract bij Interscope Records en EMI, en bracht hij zijn tweede single, 'Boy in Love', uit in november 2024.
Reay heeft verschillende artiesten genoemd als zijn inspiratiebronnen, waaronder Roy Orbison, Elvis Presley, Eddie Cochran en Billy Fury. Hij woonde de 2024 MTV Europe Music Awards bij in Manchester. Reay heeft meer dan 5,6 miljoen volgers op sociale media, waaronder 3,9 miljoen op TikTok, 741.000 op Instagram, 803.000 op YouTube en 174.000 op Facebook. Twee video's van Reay waarin hij 'Devil in Disguise' van Elvis Presley en 'Thinking Out Loud' van Ed Sheeran uitvoert, hebben samen 56 miljoen weergaven op TikTok verzameld.
Sinds de uitgave van zijn eerste twee singles heeft Reay live opgetreden in het Verenigd Koninkrijk, evenals in diverse Zuidoost-Aziatische landen, waaronder Vietnam, Thailand, Maleisië en de Filipijnen.

## Discografie

### Singles
| Titel                         | Jaar |
| ----------------------------- | ---- |
| "I Think They Call This Love" | 2024 |
| "Boy in Love"                 | 2024 |
| "Daydreaming"                 | 2025 |
| "Who Knew Dancing Was A Sin"  | 2025 |